# Camponotus chartifex
Camponotus chartifex é uma espécie de inseto do gênero Camponotus, pertencente à família Formicidae.